# David van Dantzig

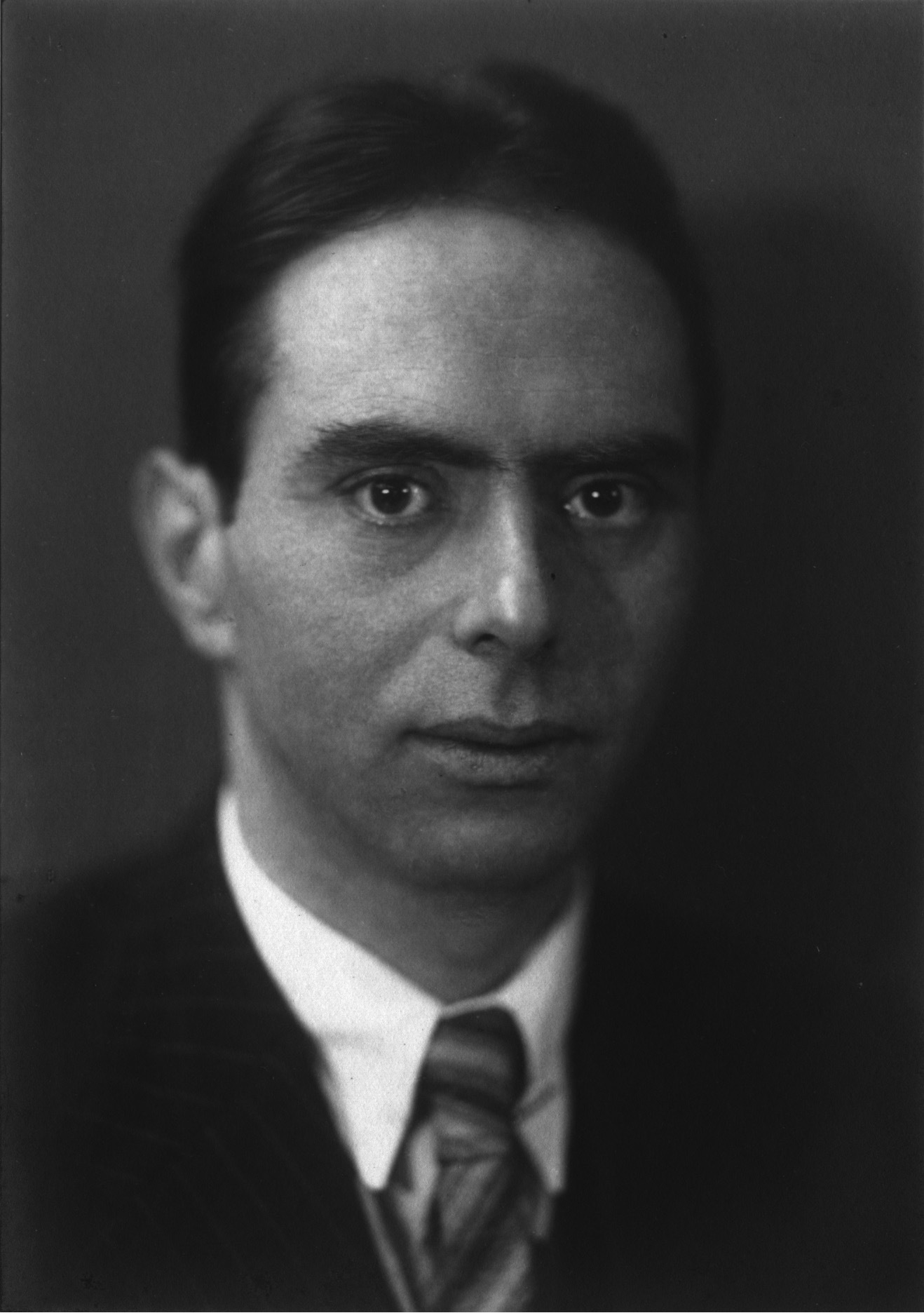
David van Dantzig in de jaren 20

David van Dantzig (Amsterdam, 13 september 1900 – aldaar, 22 juli 1959) was een vooraanstaand Nederlands wiskundige en statisticus met internationale bekendheid en eervolle onderscheidingen. David was een zoon van Abraham van Dantzig en Bertha de Kadt. Hij was de broer van de logopedist Marijn van Dantzig. Zijn vader was een volle neef van de logopediste Branco van Dantzig.

## Leven en werk

### Opleiding
Van Dantzig begon met het doorlopen van de H.B.S., waarna hij aan de Gemeentelijke Universiteit een tijd scheikunde studeerde, maar die opleiding niet afmaakte wegens familieomstandigheden. Daarna ging hij aan diezelfde universiteit wiskunde studeren, waar hij de voor hem beslissende invloed van Gerrit Mannoury onderging. In 1925 deed hij doctoraalexamen in de wiskunde.
Van Dantzig promoveerde in Groningen in 1931 cum laude op het proefschrift "Studien over topologische algebra". Hij was van 1927 tot 1932 assistent van prof. dr. J. A. Schouten aan de Technische Hoogeschool van Delft, waarna hij daar lector werd en in 1938 buitengewoon hoogleraar. Ook was hij rond die tijd leraar wiskunde aan een Rotterdamse kweekschool. In 1940 werd hij hoogleraar wiskunde en theoretische mechanica, daarnaast was hij enige tijd privaatdocent aan de Gemeente-Universiteit. Van Dantzig was van Joodse afkomst. Toen de Duitse bezetters op 22 november 1940 besloten alle Joodse ambtenaren te schorsen, moest Van Dantzig zijn hoogleraarschap opgeven. Van Dantzig kon zelfs niet meer verschijnen op zijn laatste college op 23 november 1940. Voor de studenten was dit de aanleiding voor de Delftse studentenstaking. In 1941 werd hij door de bezetter ontslagen en verplicht te verhuizen naar Amsterdam.
Na de oorlog werd Van Dantzig in 1946 hoogleraar aan de Universiteit van Amsterdam in de "Leer der collectieve verschijnselen", na het afslaan van een baan aan de Rijksuniversiteit Utrecht. Dat jaar was hij een van de mede-oprichters van het Mathematisch Centrum in Amsterdam, waar hij ook in het raad van beheer zat. In 1950 of 1951 doceerde hij als gast-hoogleraar aan de Universiteit van Californië. In de laatste jaren van zijn leven begeleidde hij een groep wiskundigen aan het Mathematisch Centrum die werkten aan de hoge waterstanden, naar aanleiding van de Watersnoodramp in 1953. Hij redigeerde het derde deel van het Rapport Deltacommissie: "Beschouwingen over stormvloeden en getijbeweging".
Verder was Van Dantzig de pionier en stimulator van de mathematische statistiek en de kansrekening in Nederland. Hij was onder andere lid van de Koninklijke Academie van Wetenschappen en de Royal Statistical Society.
Hij overleed plotseling op 22 juli 1959 in zijn eigen huis op 58-jarige leeftijd.

## Publicaties
Van Dantzig heeft zo'n 125 wetenschappelijke publicaties op zijn naam staan. Vóór de Tweede Wereldoorlog hield hij zich vooral bezig met topologie, differentiaalmeetkunde, filosofie en mathematische fysica.